# La mujer judicial
La mujer judicial es una película mexicana de 1990 dirigida por Jesús Fragoso Montoya. Está protagonizada por Olivia Collins, Mario Almada, Arturo Peniche y Sergio Bustamante. Se filmo en locaciones de los Estudios Churubusco Azteca, en Ciudad de México (México).

## Trama
En México, una banda femenina peligrosa, pero sexy en medias negras, es perseguida por una detective valiente.

## Reparto
- Olivia Collins como Cintia Bac
- Mario Almada como Instructor de tiro
- Arturo Peniche como Capitan Aaron Halcón
- Sergio Bustamante como Meteoro
- Victor Herrera Jr. Ccomo Joven detective
- Azela Robinson como Chica de pandilla
- Cristian Crishan
- Michelle Dubois
- José L. Murillo
- Ana Laura Espinosa como Chica de pandilla con diadema
- Michel Dubois
- Margot Gabilondo como Chica de pandilla más alta
- Amara
- Roberto Ruy
- Alfredo Bustamante
- Guadalupe Adriana
- Roberto Ortiz
- Francisco Avendaño
- Carlos Gonzalez
- Antonio Almanza
- Mario Cortes
- Marco Antonio Romero
- Carlos Domínguez como Hombre de Meteoro
- Ignacio Martínez como Hombre de Meteoro
- Néstor Martínez como Hombre de Meteoro
- Martín Valdéz
- Hector Guerrero
- Agustín